# Eydoche
Eydoche [edɔʃ] ist eine französische Gemeinde mit 541 Einwohnern (Stand: 1. Januar 2022) im Département Isère in der Region Auvergne-Rhône-Alpes; sie gehört administrativ zum Arrondissement La Tour-du-Pin und ist Teil des Kantons Le Grand-Lemps. Die Einwohner werden Eydochais genannt.

## Geografie
Eydoche befindet sich etwa 36 Kilometer ostsüdöstlich von Vienne. Umgeben wird Eydoche von den Nachbargemeinden Flachères im Norden und Nordwesten, Saint-Didier-de-Bizonnes im Norden, Bizonnes im Osten, Longechenal im Südosten, Mottier im Süden sowie Champier im Westen.

## Bevölkerungsentwicklung
| Jahr                       | 1962 | 1968 | 1975 | 1982 | 1990 | 1999 | 2006 | 2017 |
| -------------------------- | ---- | ---- | ---- | ---- | ---- | ---- | ---- | ---- |
| Einwohner                  | 329  | 312  | 302  | 267  | 307  | 331  | 426  | 533  |
| Quellen: Cassini und INSEE |      |      |      |      |      |      |      |      |

## Sehenswürdigkeiten
- Kirche Saint-Clair
- Mühle Le Chatelard